# Diogen iz Ojnoande
Diogen iz Ojnoande (starogrško Διογένης ὁ Οἰνοανδεύς) starogrški filozof, epikurejec, ki je živel v 2. stoletju. 
Deloval je v grškem mestu Ojnoanda v Likiji (danes je to del jugozahodne Turčije), kjer je zapisal povzetek Epikurjeve filozofije na steno zidu. Njegovi zapisi so dandanes pomemben vir o Epikurjevi filozofiji. V njegovem času so ti zapisi zajemali čez 25000 besed, ki so zapolnili  približno 260 kvadratnih metrov stenskega prostora. Napisi v grščini prikazujejo Epikurjevo učenje o fiziki, etiki in epistemologiji. Danes je od tega ohranjeno manj kot tretjina.

## Življenje
O življenju Diogena ne vemo veliko. Predvideva se, da je živel v času cesarja Hadrijana (vladal med 117 in 138). Zgodovinarji predvidevajo, da je bil Diogen dovolj premožen, da je v mestu Ojenada dobil veliko zemljišče, kjer je kasneje zgradil trg, kjer je bil prikazan napis. Zid je bil en od načinov, s katerim je svoje epikurejske poglede delil z drugimi someščani.

### Zapis na zidu
Diogen je na svoje stroške zgradil pravokotni trg, obdan s stebri in opremljen s kipi. Na manjšo stran je postavil portal, na dve večji strani pa je zapisal dolgotrajen prikaz epikurejskih doktrin. Napis je bil visok 2,37m, dolg pa približno 80m. Prvotno je obsegal okoli 25 000 besed in prekrival približno 260 m2 stenskega prostora.  Odkrit je bil leta 1884, prvih 64 fragmentov pa je bilo objavljenih leta 1892. Od takrat so odkrili več drobcev, zlasti v vrsti izkopavanj, ki jih je vodil britanski arheolog Martin Ferguson Smith. V izkopavanjih eta 2008, ki jih je vodil Nemški arheološki inštitut, je bila izkopana tudi fragment o Platonovi kozmogoniji. Napisi vsebujejo tri razprave ter druge:  
- Razprava o etiki, ki opisuje, kako je konec življenja užitek; kako je vrlina sredstvo za dosego tega cilja; pojasnjuje, kako doseči srečno življenje.
- Razprava o fiziki, ki ima številne vzporednice z Lukrecijem in vključuje razpravo o sanjah, bogovih ter vsebuje razprave o izvoru ljudi in izumu oblačil, govora in pisanja.
- Razprava o starosti, ki je branila starost proti mladosti (ohranjene je je malo).
- Pisma Diogena svojim prijateljem, ki vključuje pismo, naslovljeno na nekega Antipaterja o epikurejski doktrini neštetih svetov.
- Epikurejske maksime, zbirka rekov Epikurja in drugih uglednih epikurejcev, ki je bila dodana na koncu razprave o etiki.
- Epikujeva pisma, ki vključujejo pismo materi Epikurja z vsebino o sanjah.